# Justicia por siempre
La Justicia por siempre (Inglés: Justice Forever) es un equipo de lucha contra el crimen que se inspiró en Kick-Ass. Ellos patrullan las calles de la ciudad de Nueva York, manteniendo a civiles inocentes a salvo de los delincuentes.

## Historia
Los fundadores del grupo de superhéroes eran Colonel Stars y su hermano el Teniente Stripes (ex mafiosos para John Genovese). Se sentían mal por ser mafiosos y decidieron cambiar sus vidas para siempre.

## Miembros
- Colonel Stars (fallecido)
- Sophia (fallecido)
- Teniente Stripes (fallecido)
- The Juicer (fallecido)
- Kick-Ass
- Doctor Gravity (fallecido)
- Night Bitch
- Insect-Man (fallecido)
- Battle Guy
- Recordando a Tommy
- Ass-Kicker
- Rocket-Man
- Moon Bird (fallecido)
- The Enforcer
- All Seeing Eye (fallecido)

## Apariciones en otros medios

### Cine
Kick-Ass 2 (película)
- Datos: Q20021581